# Order of the Griffon
 (octobre 2019).
Si vous disposez d'ouvrages ou d'articles de référence ou si vous connaissez des sites web de qualité traitant du thème abordé ici, merci de compléter l'article en donnant les références utiles à sa vérifiabilité et en les liant à la section « Notes et références ».
Order of the Griffon ou Dungeons & Dragons: Order of the Griffon est un jeu vidéo de rôle développé par Westwood Associates sur PC-Engine en 1992. Il est édité par Turbo Technologies.
Order of the Griffon se déroule dans l'univers de Mystara, un décor de campagne pour le jeu de rôle médiéval-fantastique Donjons et Dragons développé par TSR de 1980 à 1995 à travers différents suppléments.

## Système de jeu
Très proche du gameplay de Pool of Radiance, Order of the Griffon offre trois types de vues distinctes. Une représentation tridimensionnelle de l'environnement en vision subjective est utilisée pendant l'exploration des donjons et les déambulations en ville, une vue du dessus très lointaine illustre les déplacements sur la carte et enfin un écran tactique avec une vue isométrique sert à la résolution des combats qui se fait au tour par tour.